# 向西向東
《向西向東》，是日本樂團Mr.Children的第14張單曲。1998年2月11日發行。

## 簡介
是Mr.Children在一年的休息時間內唯一發行的音樂作品。單曲CD內三種曲目都是《向西向東》，其中兩首c/w曲是《向西向東》的混音版。
作為深津繪里、柳葉敏郎主演的富士系電視劇《閃亮的人生》的主題曲。
本作加上將虛擬音效的效果與有力的鼓點、吉他融合在一起，是Mr.Children在休息期間作出的一項新嘗試。歌詞露骨地批判了社會令人的絕望，但是抱怨又沒完沒了，倒不如說聲再見然後走向明天。
單曲總銷量66.4萬張，是1998年度日本單曲銷量第35位。

## 收錄曲目
1. 向西向東（ニシエヒガシエ）
作詞、作曲：櫻井和壽；編曲：小林武史 & Mr.Children
富士系電視劇《閃亮的人生》主題曲
2. 向西向東 EAST Remix
作詞、作曲：櫻井和壽；編曲：Takeshi Kobayashi & Takeshi Fujii
3. 向西向東 WEST Remix
作曲：櫻井和壽；編曲：James Lavelle & Masayuki Kudo for U.N.K.L.E. & Major Force West Productions.

## 外部連結
- 唱片介紹（页面存档备份，存于） Mr.Children官方網站